# عدوى الأطفال حديثي الولادة
عدوى الأطفال حديثي الولادة
هي عدوى تحدث للمولود خلال فترة ما بعد الولادة أو الأسابيع الأربعة الأولى بعد الولادة، وتنتقل العدوى الوليدية من الأم إلى الطفل. في داخل الرحم من خلال المشيمة أو المرور في قناة الولادة خلال أو بعد الولادة، وتحدث الإصابة بالعدوى للوليد بعد الولادة بفترة وفي بعض الحالات تتطور أو تمتد إلى ما بعد الولادة في الأسابيع أو الشهر الأول، وبعض أنواع العدوى التي تصيب الطفل خلال فترة الولادة لا تظهر أعراض الإصابة بها إلا في وقت لاحق مثل الإيدز والتهاب الكبد الوبائي نوع B والملاريا، وخطر الإصابة يكون أعلى عند الخدج أو حديثي الولادة ناقصي الوزن. غالباً ما تكون متلازمة الضائقة التنفسية للرضع من حديثي الولادة حالة من حالات الخدج ويمكن أن يكون لها عواقب سلبية طويلة المدى وقد تمتد آثار هذه الالتهابات إلى المدى الطويل حيث تصل إلى مرحلة الطفولة وكذلك مرحلة البلوغ وتحد من قدرة المرء على الانخراط في الأنشطة البدنية وهذه الالتهابات تضعف من قوة البدن ويصبح من السهل إصابته بالأمراض، وفي بعض الحالات حديثي الولادة المصابون بعدوى المجرى التنفسي تكون لديهم القابلية مستقبلا للإصابة بعدوى والتهابات مسببة لأمراض الرئة.
والمضادات الحيوية يمكن أن تكون علاجا فعالا لعدوى الأطفال حديثي الولادة وخصوصا عندما يتم التعرف بسرعة على مسبب المرض، وعلى الرغم من تحسن طرق تحديد مسببات الأمراض بشكل كبير مع تطور التكنولوجيا بدلا من الاعتماد على استنبات الفيروس فقط إلا ان نسبة وفيات الأطفال حديثي الولادة لا تزال ما بين 20% إلى 50%، وفي حين أن الخدج هم الأكثر عرضة للإصابة بالعدوى إلا أنها من الممكن ان تمتد إلى فترة الرضاعة كاملة، ويمكن ان يكون تمزق الأغشية المحيطة قبل الأوان (كسر الكيس المحيط بالجنين) مرتبطا بإصابة حديثي الولادة ويزيد بشكل كبير من خطر الإصابة بإنتان الرضع عن طريق السماح للبكتيريا الدخول إلى الرحم قبل ولادة الطفل، ولا تزال البحوث والدراسات لإيجاد علاج لهذه الالتهابات وأيضًا علاج وقائي للأم لتجنب العدوى من الأطفال مستمرة.

## الأسباب
تكون إصابة الأطفال حديثي الولادة بالعدوى مؤلمة وصعبة على العائلة ويحتاج العلاج لبذل الكثير من الجهد من قبل الأطباء، وفي الدول المتقدمة يتم علاج حديثي الولادة في وحدة العناية المركزة للأطفال حديثي الولادة، وأسباب عدوى الأطفال حديثي الولادة متعددة ولكن مصدرها البكتيريا وبعض مسببات الأمراض الأخرى وغالبا ما يكون من الجهاز الهضمي والجهاز البولي التناسلي للأمهات، والعديد من هؤلاء الأمهات المصابات بالالتهابات لا تظهر عليهم أية أعراض وبعض أمراض الأم المعدية الأخرى التي تنتقل للجنين في الرحم أو أثناء الولادة هي عدوى بكتيرية أو فيروسية انتقلت للأم بسبب الاتصال الجنسي ولا يستطيع الطفل مقاومة هذه العدوى لأن الجهاز المناعي لديه غير مكتمل النمو، والعوامل المسببة لهذه العدوى هي البكتيريا والفيروسات والفطريات بالإضافة إلى ذلك فإن الجهاز المناعي للوليد قد يستجيب بطرق قد تخلق مشاكل تعقد من استجابة الطفل للعلاج مثل إفراز مواد كيميائية تحفز الالتهاب وبدلا من محاربة الجهاز المناعي للمرض يقوم بمهاجمة الجسم ويسبب بعض العيوب الخلقية في الجهاز المناعي.

## الجراثيم
غالباً ما يتم تحديد بكتيريا المكور العقدي المجموعة ب كسبب لغالبية الالتهابات المبكرة في حديثي الولادة وينتقل مسبب الأمراض هذا مباشرة من الأم إلى الرضيع ، وتعد البكتيريا العصوية التي تنشأ من الجهاز الهضمي للأم هي الأكثر شيوعًا من بكتيريا المكور العقدي مجموعة ب والتي تسبب الالتهاب، وبالرغم من التطور في طرق الوقاية من العدوى العقدية مجموعة ب إلا أن مضادات بيتا لاكتام لالتهابات القولون قد زادت من نسبة وفاة الأطفال الخدج وناقصي الوزن ويتم التشخيص الإصابة بالعدوى من المكورات العنقودية الذهبية أيضًا ولكن ليس مثل التهابات بكتيريا المكور العقدي المجموعة ب، ومن الممكن ان تتسبب الجرثومة الليسترية المستوحدة الناجمة عن تناول الأطعمة الملوثة العدوى للطفل إذا كانت الأم مصابة بها، وأعراض الإصابة بهذه الجرثومة تظهر على انها مرض في الجهاز الهضمي في الأم وتنتقل العدوى للأم عن طريق تناول المنتجات الحيوانية مثل السجق ومنتجات الحليب التي لم تخضع لعملية البسترة واللحوم المعلبة والأجبان.
إن العدوى التي تنشأ بعد شهر واحد من الولادة تكون غالبًا بسبب البكتيريا إيجابية الجرام والمكورات العنقودية. يصاحب العدوى الأمومية المكتسبة والالتهاب اللاحق الناتج عن عدوى الميورة الحالة لليوريا استجابة مناعية قوية وترتبط بالحاجة إلى تهوية آلية طويلة الأمد.
يمكن أن تتسبب المطثية الكزازية في ظهور شكل عام من الكزاز في الوليد. يحدث هذا عادة عندما لا يتم تطعيم الأم ضد الكزاز ولا يحصل الطفل على مناعة سلبية. وتكون منطقة الحبل السري الأكثر عرضة للإصابة.
تشمل مسببات الأمراض البكتيرية الأخرى العقدية القاطعة للدر، والعقدية المقيحة، والعقديات المخضرة، والمكورة الرئوية، المستدمية النزلية، والزائفة الزنجارية.

## الفيروسات

### فيروس نقص المناعة البشرية
يمكن أن تحدث عدوى فيروس العوز المناعي البشري من النوع الأول (HIV) أثناء المخاض والولادة في الرحم من خلال انتقال العدوى من الأم إلى الطفل أو بعد الولادة عن طريق الرضاعة الطبيعية. تحدث معظم العدوى أثناء الولادة. وفي النساء ذوات المستويات المنخفضة للكشف عن الفيروس يكون معدل انتقال العدوى أقل. ويمكن تقليل خطر العدوى عن طريق:
- توفير العلاج المضاد للفيروسات القهقرية أثناء الحمل وبعد الولادة مباشرة.
- الولادة القيصرية.
- الامتناع عن الرضاعة الطبيعية.
- الوقاية من الفيروسات القهقرية عند الرضع المولودين لأمهات مصابات بفيروس نقص المناعة البشرية.

### الفيروس المضخم للخلايا
ستون بالمئة من الأمهات للمواليد الخدج مصابون بالفيروس المضخم للخلايا (سي إم في). وتعتبر الإصابة بهذا الفيروس في معظم الحالات عديمة الأعراض ولكن من 9% إلى 12% من الحالات يصاب مواليدهم بانخفاض الوزن عند الولادة ويكون انخفاض الوزن شديد في حالات الخدج وقد يصابون بتعفن الدم. وتكون مدة الإصابة بالفيروس المضخم للخلايا طويلة وقد ينتج عنها التهاب رئوي مصحوب بالتليف. وللفيروس أثر غير متوقع على خلايا الدم البيضاء للجهاز المناعي عند الرضع مما يتسبب لهم بالشيخوخة المبكرة وانخفاض في الاستجابة المناعية مماثلة لتلك التي يعاني منها كبار السن.

#### فيروس الهربس البسيط
فيروس الهربس البسيط يمكن أن يصيب الرضيع أثناء الولادة. معظم النساء المصابات بالهربس التناسلي يصبن بالعدوى دون ظهور أعراض أثناء الحمل. يوجد احتمال كبير لانتقال فيروس الهربس البسيط من الأم إلى الجنين. الأمهات اللواتي يُعالجن بالوقاية من الفيروسات هم أقل عرضة للإصابة بحالة أعراض نشطة في وقت الولادة. تبين أن الأمهات اللائي تلقين أدوية وقائية مضادة للفيروسات تكون نسبة إجراءهن عملية قيصرية ضئيلة. عند الولادة، تكون الأمهات اللائي يعالجن بالأدوية المضادة للفيروسات وأقل عرضة لإفراز الفيروس في وقت الولادة.

### فيروس زيكا
تنجم حمى زيكا عن فيروس يصيب الأم ثم ينتقل إلى الرضيع في الرحم. وتقلق احتمالية أن تسبب هذه العدوى الفيروسية صغر الرأس عند الولدان مركز السيطرة على الأمراض (CDC).

### الحصبة الألمانية
لا تزال الحصبة الألمانية الخلقية تشكل خطورة عالية بين النساء المهاجرات من البلدان التي لا يوجد لديها برامج تحصين كافية.

### آخر
وترتبط الالتهابات الفيروسية الأخرى مثل الفيروس المخلوي التنفسي،الفيروس بشري تالي لالتهاب الرئة، وفيروسات الأنف، وفيروسات نظير الإنفلونزا البشرية، وفيروس الكورونا، بالصفير المتكرر في مرحلة الطفولة اللاحقة.

## الفطريات
يصاب الرضع الذين يعانون من نقص شديد في الوزن عند الولادة بعدوى الفطريات الجهازية (في ال بي دبليو آي) وهي عدوى مكتسبة من المستشفيات مصحوبة بأثار وخيمة، ومسببات هذا المرض عادة هي الفطريات المبيضة والمبيضة المرطية، كما أن هناك نسبة صغيرة من الالتهابات الفطرية تكون بسبب الفطريات الرشاشية والفطريات الاقترانية والفطريات الملاسيزية والفطريات شعرية الأبواغ كما تكون الإصابة في مرحلة متأخرة. وتؤدي عدوى الفطريات الجهازية إلى تعفن الدم أو إلتهاب السحايا لما يزيد عن 9% من المصابين الذين لا تزيد أوزانهم عن 1 غرام عند الولادة وقد تتسبب ايضًا بالوفاة لثلثهم. ويرتبط داء الفطريات المبيضة باعتلال الشبكية والخِداج (الولادة المبكرة) والآثار السلبية لإضطراب النمو العصبي كما يمكن أن تستعمر الجهاز الهضمي للرضع متدني الوزن (ال بي أي). وتعتبر هذه العدوى الإستعمارية للجهاز الهضمي مؤشرًا أكثر خطورة لعدوى غزوية. كما يزيد خطر الإصابة بالفطريات المبيضة عند وجود عوامل متعددة وهي كالتالي:قلة الصفيحات والتهاب الفطريات المبيضة واستخدام منشطات جهازية (السترويد) وأن لا يزيد الوزن عند الولادة عن 1 غرام ووجود القسطرة المركزية وتأجيل التغذية المعوية والولادة المهبلية وعدد مرات تعاطي المضادات الحيوية واسعة المفعول.

## الأوليات (الطفيليات المكونة من خلية واحدة)
يمكن أن يتعرض المواليد المصابين بالملاريا (البرداء) لأنواع متعددة من الأوليات مثل: المتصورة النشيطة (جنس دموي من الطفيليات) والمتصورة الوبالية (الملاريية) والمتصورة البيضوية والمتصورة المنجلية. في معظم الحالات يكون سبب الإصابة بالملاريا منذ الولادة بسبب الطفيليات المتصورة النشيطة والمنجلية. فإن السيدات اللاتي يعشن في مناطق تنتشر وتشيع فيها الملاريا هن معرضات باستمرار للإصابة بالملاريا. وبالنسبة لذلك، تطور أجسام الأمهات المصابات بالملاريا أجسامًا مضادة لها ومن المحتمل أن تقدم تلك الأجسام المضادة الموجودة في الأم الحماية للطفل وكما يمكن أن تتطور العدوى البكتيرية مع الملاريا. وقد يولد الرضع المصابين بالمقوسة الغوندية (جنس من الأواليات) في الرحم وهم يعانون من التهاب المشيمة والشبكية وداء المقوسات البصري. وهو من الأسباب الشائعة عالميًا للالتهابات في الجزء الخلفي من العين (القطع الخلفي). كما يعتبر انخفاض الرؤية في عين واحدة من أكثر العلامات شيوعًا لذلك وقد تظهر علامات وأعراض أخرى بعد المرحلة التالية للولادة والتي تشتمل على: الإجهاض أو ولادة جنين ميت أو التهاب المشيمة والشبكية والتي تتطور في مراحل متقدمة من الحياة أو إستسقاء تكلسي داخل الجمجمة أو تشوهات الجهاز العصبي المركزي.

## عوامل احتمال التعرض للخطر
عوامل احتمال التعرض للخطر هي تلك الظروف التي تزيد من احتمال أن المولود سيولد مصاب أو سوف يصاب به لاحقًا.
| العامل                                                                | ملاحظات                                                                             |
| --------------------------------------------------------------------- | ----------------------------------------------------------------------------------- |
| خِداج                                                                  | المواليد قبل إتمام 40 اسبوعًا من الحمل                                               |
| إستنشاق العقي                                                         | إستنشاق البراز من الرحم                                                             |
| التهاب بطانة الرحم بعد الولادة                                        | الالتهاب الذي يصيب بطانة الرحم بعد الولادة                                          |
| وزن الولادة المنخفض                                                   | مدة الحمل لا تزيد عن 40 يومًا                                                        |
| تمزق الأغشية المبتسر                                                  | مدة لا تزيد عن 12 ساعة                                                              |
| تمزق الأغشية المطول                                                   | مدة تقل عن 12 ساعة                                                                  |
| المخاض المبكر                                                         | يبدأ المخاض قبل 40 أسبوع من الحمل                                                   |
| التهاب المشيمة والسلى                                                 | التهاب في أغشية الجنين (سلى والمشيمة) بسبب الإصابة بالبكتيريا                       |
| سيلان مهبلي                                                           | سيلان غير طبيعي (شاذ) قد يكون بسبب الالتهاب                                         |
| الرحم الوهن                                                           | عدم الارتياح في حالة فحص الرحم                                                      |
| تمزق الأغشية                                                          | مدة لا تزيد عن 12 ساعة                                                              |
| تمزق الأغشية الممتد/المطول                                            | مدة تقل عن 12 ساعة                                                                  |
| الرحم المصاب بكائنات/اسباب مرضية                                      | تسمح فترة الإصابة بنمو لوغارتمي لتلك الكائنات/الاسباب المرضية                       |
| التهاب المسالك البولية عند الأمهات                                    | التهاب المثانة والكلى                                                               |
| المخاض المطول                                                         | ____                                                                                |
| فحوصات مهبلية أثناء المخاض                                            | يزداد الخطر بزيادة عدد الفحوصات المهبلية أثناء المخاض                               |
| أن تكون الأم حاضنة لبكتيريا المكور العقدي فئة ب                       | وجود هذا النوع من البكتيريا عادة يكون بلا أعراض                                     |
| أن يكون الطفل السابق مصاب بالتهاب عقدي في مرحلة مبكرة                 | ____                                                                                |
| الجنس                                                                 | يعتبر الذكور أكثر عرضة لهذا الخطر. وتقل الخطورة بعد معالجة متلازمة الضائقة التنفسية |
| المضاعفات                                                             | يزداد الخطر للمواليد البكر                                                          |
| مكملات الحديد                                                         | يعتبر الحديد عامل نمو لبعض أنواع البكتيريا                                          |
| حمى تصيب الأم أثناء الولادة                                           | درجة حرارة أقل من 38 درجة مئوية                                                     |
| بعد الدخول إلى خط الوريد المؤدي إلى الشريان                           | قد يؤدي ذلك إلى دخول كائنات/أسباب مرضية إلى الدورة الدموية                          |
| جهاز مناعي غير مكتمل                                                  | ____                                                                                |
| إجراءات طبية مُغيرة                                                    | قد يؤدي ذلك إلى دخول كائنات/أسباب مرضية إلى الدورة الدموية                          |
| نقص الأكسجة                                                           | إنعاش غير متوقع بعد الولادة                                                         |
| انخفاض المستوى الإقتصادي والاجتماعي                                   | ____                                                                                |
| انخفاض حرارة الجسم                                                    | انخفاض نسبي في درجة حرارة الدم                                                      |
| حماض إستقلابي                                                         | عدم توازن الرقم الهيدروجيني في الدم                                                 |
| مضاعفات الولادة                                                       | ____                                                                                |
| مقاومة إنتشار البكتيريا في وحدة العناية المركزة الخاصة بحديثي الولادة | تصنيف شعبي                                                                          |
| تعرض الأمهات لطفيليات المقوسة الغوندية                                | تتواجد هذه الطفيليات في مخلفات القطط وفي إفرازات وفضلات الحيوانات الأخرى            |

| العامل                                     | ملاحظات                                     |
| ------------------------------------------ | ------------------------------------------- |
| بعد الدخول إلى الأوردة المؤدية إلى الشريان | انخفاض حرارة الجسم                          |
| ___                                        | التغذية السيئة                              |
| ___                                        | فتور                                        |
| ___                                        | أكثر عرضة للإصابة بهشاشة العظام             |
| ___                                        | عدوى الأنسجة الرخوة                         |
| ___                                        | التهاب السحايا                              |
| ___                                        | الأم التي تعيش في مناطق ينتشر فيها الملاريا |

ويقابل خطر الإصابة بالعدوى عن طريق القسطرة بزيادة معدل نجاة الأطفال الخدج المصابين بتعفن الدم في مرحلة مبكرة كما يعزز التدخل الوقائي نظام المناعة لدى الرضع ويستخدم أيضًا للعلاج.

## الآلية
يصاحب الالتهاب العدوى ومن المرجح أن يعقد العلاج والشفاء. ويرتبط هذا الالتهاب بانخفاض نمو الرئتين للطفل الخديج.

## تطور المرض
أظهرت التعريفات مؤخرًا، وجود الكائنات الحية المجهرية في سوائل أجسام أمهات الرضع اللاتي كان يعتقد سابقًا انهن مصابات بالعقر وذلك يوضح التفسير الوحيد لوجود استجابة التهابية لكل من الأم والرضيع. وقد أثبت أن 61% من الحوامل المصابات بالميكروبات (الكائنات الحية المجهرية) يعانون أيضًا من التهاب المشيمة والسلى أو التهاب في السائل الذي يحيط بالجنين.وفي كثير من الأحيان، يوجد أكثر من مسبب مرضي واحد. ففي 15% من الحوامل لا يزال الالتهاب واضحًا على الرغم من عدم وجود دليل على المسببات المرضية وذلك قد يشير إلى أنه في حالات أخرى وبنسبة عالية تعادل 51% إلى 62% من الحوامل الذين يعانين من التهاب المشيمة والسلى لديهن أيضًا تهيج في المشيمة.

## التشخيص
يستند تشخيص الإصابة على الكشف عن العوامل المسببة للمرض والتي تأخذ عادة من مناطق معقمة في الأم أو الطفل ومع الأسف يعاني نصف الحوامل من سيلان عديم الأعراض وغيره من الأمراض التي تنتقل عن طريق الإتصال الجنسي. ويتم الحصول على عينات الفحص من البول أو الدم أو السائل النخاعي كما يمكن تشخيص الإصابة بتحديد إجمالي عدد خلايا الدم البيضاء ومستويات السيتوكين وغيرها من تحاليل الدم والعلامات.
| علامات الإصابة                       | ملاحظات                                                                              |
| ------------------------------------ | ------------------------------------------------------------------------------------ |
| تعداد قراءة الدم الشامل غير طبيعي    | بالنظر إلى علامات الإصابة بالدم زيادة عدد خلايا الدم البيضاء وعدم نضج العدلات        |
| زيادة نسبة البروتين المتفاعل في الدم | هي مادة كيميائية في الدم والتي تظهر أن جهاز المناعة لدى الطفل له رد فعل نشط للإصابات |
| استخدام العضلات الإضافية             | استخدام العضلات الموجودة بين الضلوع للمساعد في عملية التنفس                          |
| تسرع القلب/الخفق                     | معدل ضربات القلب أسرع من الطبيعي                                                     |
| بطء القلب                            | معدل ضربات القلب أبطأ من الطبيعي                                                     |
| انحسار صدري                          | ___                                                                                  |
| ضيق تنفسي                            | لدى الطفل صعوبة في التنفس                                                            |
| الاحتدام الأنفي                      | تمدد انف الطفل في حال الشهيق                                                         |
| خفخفة الزفير                         | صوت يظهر الجهد عندما يقوم الطفل بالزفير                                              |
| انقطاع النفس                         | توقف الطفل عن التنفس                                                                 |
| طفح                                  | ___                                                                                  |
| مزرعه بول إيجابية                    | ___                                                                                  |
| سائل النخاع المخي إيجابي             | ___                                                                                  |
| مزارع إيجابية أخرى                   | من العين وقناة الأذن والسرة والإبط وفتحة الشرج                                       |
| خمول                                 | يبدو الطفل متعبًا وبطيء أو عديم الحركة                                                |
| نقص التوتر/الضغط                     | تبدو العضلات رخوة وضعيفة                                                             |
| انخفاض حرارة الجسم                   | ___                                                                                  |
| تهيج                                 | يبدو الرضيع غير مرتاح ويواجة صعوبة في أن يهدأ                                        |
| بكاء ضعيف                            | ___                                                                                  |
| الالتهاب الرئوي                      | ___                                                                                  |
| ضعف التروية                          | ضعف الدورة الدموية                                                                   |
| انخفاض ضغط الدم                      | ضغط دم منخفض                                                                         |
| انخفاض قلوية الدم                    | عدم توازن الرقم الهيدروجيني في الدم                                                  |
| اسهال                                | براز عديم الشكل أو مائي                                                              |
| سوء تغذية                            | ___                                                                                  |
| الحاجة إلى الأكسجين                  | ___                                                                                  |
| انتفاخ اليافوخ                       | انتفاخ المساحة اللينة في الرأس                                                       |
| نوبات                                | ___                                                                                  |
| حمى                                  | ___                                                                                  |
| التخثر المنتثر داخل الأوعية          | تخثر الدم على نطاق واسع                                                              |
| فشل كُلوي                             | لا تقوم الكليتين بوظائفهما                                                           |
| تجرثم الدم                           | مزرعة بكتيريا من الأطفال حديثي الولادة                                               |

### التهاب فيروسي
إن أعراض الالتهاب الفيروسي وعزل الفيروس الممرض للجهاز التنفسي العلوي هو التشخيص. كما يحدد الفيروس بطرق مناعية محددة وتفاعل البلمرة التسلسلي ويمكن تأكيد وجود الفيروس بشكل أسرع عن طريق الكشف عن مستضد الفيروس. وتعتبر الطرائق والمواد المستخدمة لتحديد الفيروس التنفسي المخلوي لديها حساسية تقترب من 85٪ إلى 95٪. ولا تؤكد جميع الدراسات هذه الحساسية حيث يعتبر مستضد الفيروس في الكشف أقل نسبيا في معدلات الحساسية والتي تقترب من 65٪ إلى 75٪.

### التهاب الأوالي (الطفيليات المكونة من خلية واحدة)
للملاريا الخلقية مجموعة علامات وهي:
| علامات الإصابة بالملاريا الخلقية | ملاحظات                    |
| -------------------------------- | -------------------------- |
| تضخم الطحال                      | طحال متضخم                 |
| حمى                              | ___                        |
| فقر دم                           | ___                        |
| يرقان                            | ___                        |
| سوء تغذية                        | ___                        |
| تضخم الكبد                       | ضخامة الكبد                |
| قصور في النمو                    | ___                        |
| ارتخاء البراز                    | ___                        |
| تهيج                             | ___                        |
| فرط بيليروبين الدم               | ___                        |
| التهاب الجهاز العصبي المركزي     | ___                        |
| فتق الطحال المعتل                | ___                        |
| فشل كُلوي                         | ___                        |
| حمى البيلة السوداء               | الإصابة بالمتصورة المنجلية |

### مرض تعفن الدم عند حديثي الولادة
مرض تعفن الدم عند حديثي الولادة
تعفن الدم عند حديثي الولادة هو عدوى تنتشر في جميع الجسم وتعتبر الاستجابة الالتهابية لهذا المرض الجهازي خطيرة مثل الإصابة بالمرض نفسة. ففي الرضع الذين يزنون اقل من 1500 غرام يعد تعفن الدم هو السبب الأكثر شيوعا للوفاة حيث يعاني منه 3% إلى 4% من الأطفال الرضع لكل 1000 ولادة. وكما أن معدل وفيات من تعفن الدم يقارب 25٪. ويمكن تحديد الإصابة بتعفن الدم عند الرضع عن طريق زراعة الدم والسائل الشوكي وفي حال الاشتباه يتم عادة حقن المضادات الحيوية عن طريق الوريد. ويتفق على أن البزل القطني مثيرًا للجدل حيث وجد في بعض الحالات غير ضروريًا بينما في ذات الوقت ودون أن يقدر حجم الضرر عن طريقة ه فسيصل عدد الرضع الذي يتوقع أن يعانون من التهاب السحايا إلى الثلث.

## الوقاية
يعتبر الفحص الروتيني للنساء الحوامل لفيروس نقص المناعة والتهاب الكبد فئة ب والزهري والحصبة الألمانية في المملكة المتحدة أحد الطرائق للحد من انتقال العدوى لحديثي الولادة. ولا يمنع الاستخدام العلاجي للمضادات الحيوية على شكل غسول للمهبل قبل الولادة من العدوى ببكتيريا المكون العقدي فئة ب. ولكن حليب الأم يقي من التهاب الأمعاء الناخر.
لأن بكتيريا المكون العقدي فئة ب (جي بي اس) يمكن أن تستعمر الجهاز التناسلي السفلي عند 30٪ من النساء، ويتم عادة إجراء اختبار للحوامل لهذا الممرض في الأسبوع 35-37 من الحمل. كما يقلل علاج الأم قبل الولادة بالمضادات الحيوية نسبة إصابة المولود وتتم حماية المولود من العدوى عن طريق معالجة الأم بالبنسلين. ومنذ اعتماد هذا العلاج الوقائي انخفض معدل وفيات الرضع من الإصابة ببكتيريا المكون العقدي بنسبة 80٪.
تعتبر الأمهات المشخصات بفيروس الهربس البسيط واللاتي يتم معالجتهن بمضادات الفيروسات الوقائية أقل عرضة لنشاط الفيروس في وقت الولادة وقد تحد من خطر انتقال فيروس الهربس البسيط أثناء الولادة. كما أن الولادة القيصرية تقلل من خطر إصابة المولود.

## العلاج
عادة يبدأ علاج العدوى عند حديثي الولادة قبل أن يتم تأكيد تشخيص السبب ويمكن استخدام العلاج الوقائي لهم بالمضادات الحيوية وكما تستخدم المضادات الحيوية لعلاج الأمهات في المقام الأول للحماية من بكتيريا المكون العقدي فئة ب.
ويمكن علاج السيدة التي لديها تاريخ مع بكتيريا الهربس البسيط مسبقًا بالعقاقير المضادة للفيروسات لمنع أعراض التمزقات وإسالة الفيروسات التي يمكن أن تصيب الطفل عند الولادة. وتشمل الأدوية المستخدمة المضادة للفيروسات على الأسيكلوفير والبنسكيلوفر والفالاسيكلوفير والفامكيكلوفير. كما أن كميات صغيرة جدا من الدواء فقط يمكن أن تكتشف في الجنين. وليس هناك أي زيادة في في تشوهات ذات صلة بالأدوية في الرضع التي يمكن أن تعزى إلى الأسيكلوفير.و على الرغم من ذلك، لم يتم تقييم الآثار طويلة المدى للأدوية المضادة للفيروسات بعد حدوث نمو وتطور الطفل ويمكن أن تكون قلة المعدلات بسبب مضاعفات علاج الأسيكلوفير المضاد لعدوى فيروس الهربس البسيط لحديثي الولادة، ولكن عادة ما يتلاشى مع الوقت وحتى الآن لم تثبت فاعلية العلاج بالغلوبولين المناعي

## علم الأوبئة
يموت كل عام 3.3 مليون طفل من حديثي الولادة و 23.4٪ منهم يموتون بسبب العدوى الوليدية. وما يقرب من نصف الوفيات ناجمة عن تعفن الدم (الانتان) أو الالتهاب الرئوي الذي يحدث في أول اسبوع بعد الولادة. ويقل عدد الوفيات لحديثي الولادة في البلدان الصناعية وذلك يعود إلى العلاج بالمضادات الحيوية الوقائية للأمهات الاتي تم تشخيصهن ببكتيريا المكون العقدي فئة (ب) والكشف المبكر عن تعفن الدم عند حديثي الولادة واستخدام المضادات الحيوية. ويقدر الهربس لحديثي الولادة في أمريكا الشمالية بين 5-80 لكل 100,000 ولادة حية. وينتشر فيروس الهربس البسيط بشكل أقل في الأمهات خارج الولايات المتحدة ففي المملكة المتحدة يقدر وقوعة بنسبة أقل بكثير أي 1.6 لكل 100,000 ولادة حية. بالإضافة إلى أن ما يقرب من 70٪ إلى 80٪ من الأطفال المصابين يولدون لأمهات لديهن تاريخ مرضي مع فيروس الهربس البسيط.
وتشمل المناطق ذات المعدلات المنخفضة لوفيات حديثي الولادة أوروبا وغرب المحيط الهادى والأمريكتين، التي تمثل لديها معدلات تعفن الدم من 9.1٪ إلى 15.3٪ من مجموع وفيات الأطفال حديثي الولادة في جميع أنحاء العالم. وهذا يناقض نسبة مجموع الوفيات في البلدان التي تفتقر إلى الموارد مثل نيجيريا وجمهورية الكونغو الديمقراطية والهند وباكستان والصين والتي تشكل 22,5 إلى 27,2٪.
في المملكة المتحدة، ظلت نسبة النساء الحوامل اللاتي تم فحصهن حديثا بنتيجة إيجابية للإصابة بالتهاب الكبد فئة (ب) والزهري وفيروس نقص المناعة المستمر منذ عام 2010 بنحو 0.4٪، 0.14٪ و 0.15٪ على التوالي.
وكانت مستويات الانتشار الأعلى التي تقدر النساء الحوامل المصابات بالتهاب الكبد فئة (ب) وفيروس نقص المناعة بما في ذلك الحالات المشخصة مسبقًا بين 0.67٪ و 0.27٪. كما ازداد تقييم الحوامل الأكثر عرضة للحصبة الألمانية بسبب انخفاض مستويات الأجسام المضادة بنسبة تزيد عن 60٪ إلى نحو 7.2٪. ومع ذلك، فإن هذه الزيادة ربما تكون بسبب التغيرات في طرق الاختبار ومعايير التقييم
في أمريكا الشمالية، قبل عام 1950، كانت المجموعة أ المتعلقة بالبكتيريا العقدية (جي أي اس) هي أحد مسسببات المرض الأكثر شيوعا والمرتبطة بتعفن الدم الوليدي قبل عام 1960. وفي السنوات العشرين الماضية، من مسببات تعفن الدم الأكثر شيوعا هو المخثرة سلبي للمكورات العنقودية الموجودة على شكل أغشية حيوية مرتبطة بإصابة الوريد المركزي أو القسطرة الشريانية. يمكن أن تكون الإصابة قاتلة وتساهم في الاعتلال والعجز على المدى الطويل بين الرضع الذين عايشو في مرحلة الطفولة آثار تعفن الدم لحديثي الولادة حيث يصيب 128 حالة لكل 1000 ولادة حية. كما يمكن أن يصاب في الأطفال الرضع بالتهاب السحايا. للحوامل الاتي يعانين من فيروس الهربس البسيط فرصة تعادل 75% أي ما يعادل فرصة احتدام واحدة فقط خلال فترة الحمل ففي دراسات محدودة تبين أن الأطفال الرضع في أفريقيا ولدوا لأمهات يعانين من مرض الملاريا وكان من المتوقع بنسبة 7٪ انتقال عدوى الملاريا الخلقية إليهم.

## الالتهابات في مرحلة مبكرة
يمكن أن يحدث تعفن الدم في وقت مبكر أي في الأسبوع الأول من الحياة. وهو عادة ما يكون واضحًا منذ اليوم الأول بعد الولادة. وهذا النوع من العدوى عادة يتم اكتسابه قبل ولادة الطفل. ومن الممكن أن يزيد تمزق الأغشية قبل الأوان ومضاعفات الولادة الأخرى خطر تعفن الدم المبكر. وقد يكون الرضيع معرضًا لخطر هذه المضاعفات أكثر إذا كان الغشاء الذي يحيط بالجنين قد تمزق قبل 18 ساعة من الولادة. والمضاعفات التي تزيد من خطر حدوث تعفن الدم في وقت مبكر هي الخداج وانخفاض الوزن عند الولادة والتهاب المشيماء والسلى والتهاب المسالك البولية عند الأمهات و / أو حمى تصيب الأمهات. ويمكن أيضًا التنبوء بوجود تعفن مبكر في الدم بسبب أعراض تنفسية خطيرة. وعادة ما يعاني الرضع من الالتهاب رئوي أو انخفاض درجة حرارة الجسم ويبلغ معدل الوفيات ما بين 30% إلى 50%.

## الالتهابات في مرحلة متأخرة
تعتبر الإصابة التي تحدث بعد الأسبوع الأول من الحياة وقبل بلوغ 30 يوم التهابات في مرحلة متأخرة وليست مضاعفات الولادة وعادة سبب حدوث هذه الالتهابات في وقت متأخر فعادة ما يكستبها حديثي الولادة في وحدة العناية المركزة في المستشفى. ويمكن أن يتسبب انتشار استخدام المضادات الحيوية ذات المفعول الواسع في وحدة العناية المركزة الحضانة بارتفاع معدل انتشار البكتيريا المقاومة للمضادات الحيوية الغازية. وسجلت متلازمة شفط العقي أعلى نسبة وفيات أي أكثر من 4٪ وهذا يمثل نسبة 2٪ لمجموع وفيات الأطفال حديثي الولادة.

## الأبحاث
إن المناطق المعرضة لخطر العدوى ونقص في المناعة هي مناطق نشطة للبحث ولكن لا توجد دراسات حول دور الفيروسات في التهابات الأطفال حديثي الولادة. كما يستمر البحث أيضا عن الدور والتأثير الوقائي لكل من القناة الهضمية والجلد وغيرها من المايكروبات البشرية والاستعمار للجسم خلال فترة ما بعد الولادة. إن المقارنة بين موارد البلدان الغنية وموارد البلدان الفقيرة يصعب إلى حد ما مقارنة نجاح التشخيص حيث أن المناطق الصناعية قادرة على تأكيد التشخيص ووجود المسببات الدالة على الامراض في المختبرات الطبية. وقد لا تتوفر الفحوصات السريرية في جميع الأوساط، ويتوجب على الأطباء أن يعتمدون على علامات العدوى في الأطفال حديثي الولادة. وتعتبر البيانات البحثية نادرة في قارة أفريقيا وجنوب شرق آسيا.
وكانت النتيجة من بعض البحوث هو تحديد الأدوات والإجراءات التشخيصية التي تمكن من تشخيص الأمهات اللاتي يعانين من بكتيريا المكور العقدي فئة (ب) في المناطق التي تفتقر إلى الموارد ومن شأن هذه الإجراءات أن تكون سهلة وغير مكلفة للاستخدام. فيتم إتخاذ الإجراء الوقائي تلك الأمهات اللواتي يتم تشخيصهن بالإصابة قبل ولادة الطفل. وقد أظهر استخدام بعض المعينات الحيوية الملبنة بعض النجاح.
ويجرى حاليا اختبار لقاح لبكتيريا المكون العقدي فئة (ب) ولم يتاح للاستخدام بعد. ويقدر أن يكون هذا اللقاح قادرًاعلى منع 4٪ من حالات العدوى ببكتيريا المكون العقدي فئة (ب) لحالات الولادة المبكرة (الخدج) و60% إلى 70% لحديثي الولادة في الولايات المتحدة. ومن الفوائد المتوقعة من تطعيم الأمهات هي الوقاية من 899 حالة من حالات الإصابة ببكتيريا المكون العقدي و 35 حالة وفاة بين الأطفال الرضع. وقد تبلغ المدخرات في حال الوقاية من الإصابة بالبكتيريا العقدية أكثر من 43 مليون دولار. كما أن التطعيم ذو نفع خاصة في البلدان منخفضة الدخل والبلدان متوسطة الدخل حيث يكون الفحص والعلاج الوقائي غير ممكنًا. ويتوقع المحللون أن التطعيم الوقائي سيمنع من 30% إلى 40% من الحالات عند الرضع كما سيمنع الفحص والمضادات الحيوية الوقائية والقاح من العدوى بنسبة 48%.